# Rospez
Rospez [ʁɔspes] est une commune française du département des Côtes-d'Armor, en région Bretagne.
Ses habitants sont appelés les Rospéziens.

## Géographie
Située à 10 kilomètres à l'est de Lannion, cette petite commune compte aujourd'hui environ 1 800 habitants. Essentiellement rurale, Rospez s'est considérablement développée ces dernières années. Aujourd'hui, le bourg s'agrandit aux dépens de l'agriculture. De nouvelles zones d'habitations, comme le lotissement Convenant Nonen, ont vu le jour encore tout récemment.[réf. souhaitée]
| Lannion | Kermaria-Sulard     | Trézeny    |
| Lannion | Rospez              | Lanmérin   |
| Lannion | Caouënnec-Lanvézéac | Quemperven |

### Hydrographie
Pour un article plus général, voir Réseau hydrographique des Côtes-d'Armor.
La commune est située dans le bassin Loire-Bretagne. Elle est drainée par le Guindy et le ruisseau de Kernélégan,,.
Le Guindy, d'une longueur de 43 km, prend sa source dans la commune de Louargat et se jette  dans le Jaudy à Tréguier, après avoir traversé 16 communes. 

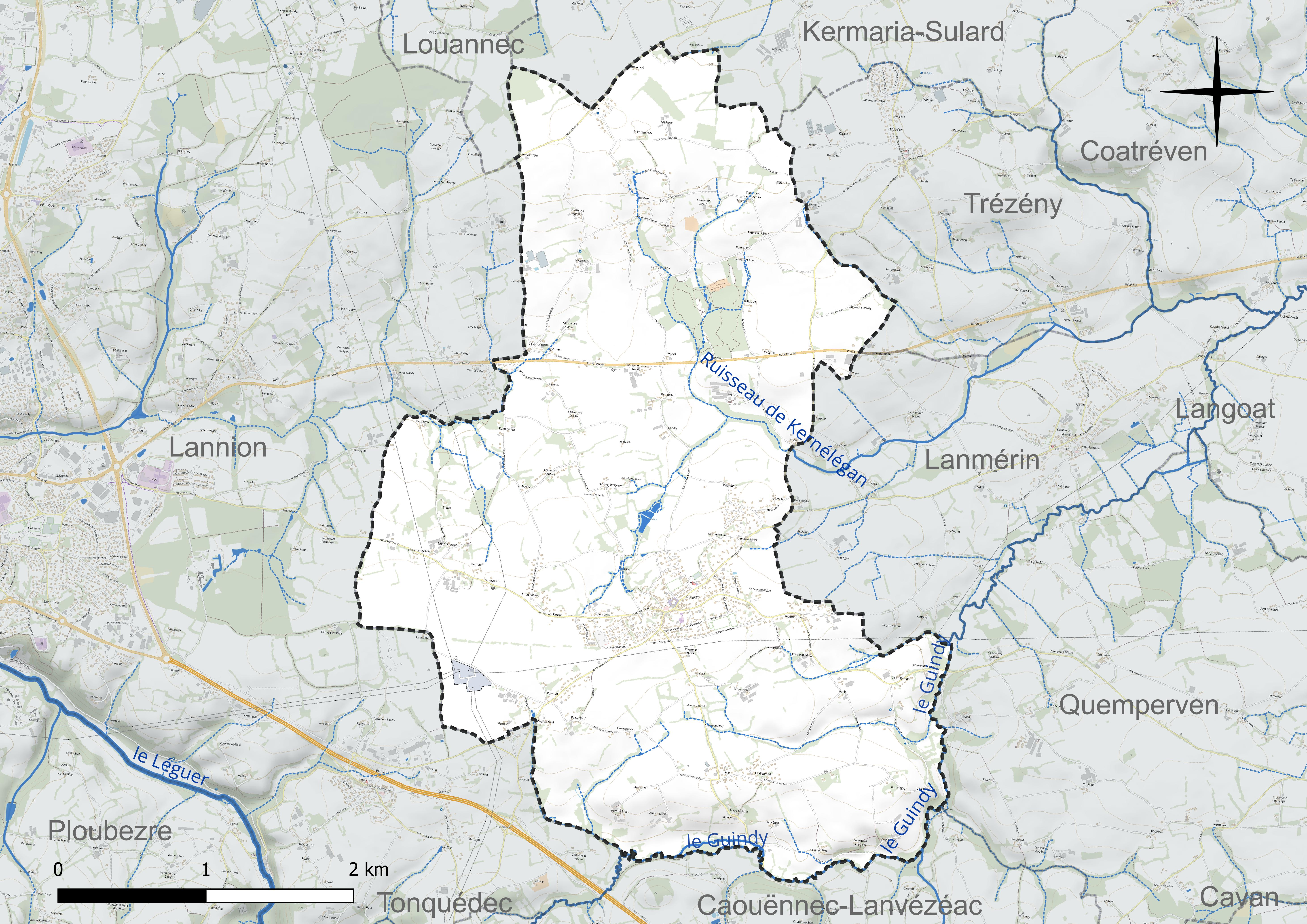
Réseau hydrographique de Rospez.

### Climat
Pour des articles plus généraux, voir Climat de la Bretagne et Climat des Côtes-d'Armor.
En 2010, le climat de la commune est de type climat océanique franc, selon une étude du CNRS s'appuyant sur une série de données couvrant la période 1971-2000. En 2020, Météo-France publie une typologie des climats de la France métropolitaine dans laquelle la commune est exposée à un climat océanique et est dans la région climatique Finistère nord, caractérisée par une pluviométrie élevée, des températures douces en hiver (6 °C), fraîches en été et des vents forts. Parallèlement l'observatoire de l'environnement en Bretagne publie en 2020 un zonage climatique de la région Bretagne, s'appuyant sur des données de Météo-France de 2009. La commune est, selon ce zonage, dans la zone « Intérieur », exposée à un climat médian, à dominante océanique.
Pour la période 1971-2000, la température annuelle moyenne est de 11,3 °C, avec une amplitude thermique annuelle de 10,1 °C. Le cumul annuel moyen de précipitations est de 870 mm, avec 14,6 jours de précipitations en janvier et 7,9 jours en juillet. Pour la période 1991-2020, la température moyenne annuelle observée sur la station météorologique la plus proche, située sur la commune de Lannion à 5 km à vol d'oiseau, est de 11,6 °C et le cumul annuel moyen de précipitations est de 929,5 mm,. Pour l'avenir, les paramètres climatiques de la commune estimés pour 2050 selon différents scénarios d’émission de gaz à effet de serre sont consultables sur un site dédié publié par Météo-France en novembre 2022.

## Urbanisme

### Typologie
Au 1er janvier 2024, Rospez est catégorisée bourg rural, selon la nouvelle grille communale de densité à 7 niveaux définie par l'Insee en 2022.
Elle est située hors unité urbaine. Par ailleurs la commune fait partie de l'aire d'attraction de Lannion, dont elle est une commune de la couronne,. Cette aire, qui regroupe 40 communes, est catégorisée dans les aires de 50 000 à moins de 200 000 habitants,.

### Occupation des sols
L'occupation des sols de la commune, telle qu'elle ressort de la base de données européenne d’occupation biophysique des sols Corine Land Cover (CLC), est marquée par l'importance des territoires agricoles (93,6 % en 2018), en diminution par rapport à 1990 (96,2 %). La répartition détaillée en 2018 est la suivante :
terres arables (53,7 %), zones agricoles hétérogènes (39,9 %), zones urbanisées (6,1 %), forêts (0,3 %). L'évolution de l’occupation des sols de la commune et de ses infrastructures peut être observée sur les différentes représentations cartographiques du territoire : la carte de Cassini (XVIIIe siècle), la carte d'état-major (1820-1866) et les cartes ou photos aériennes de l'IGN pour la période actuelle (1950 à aujourd'hui).

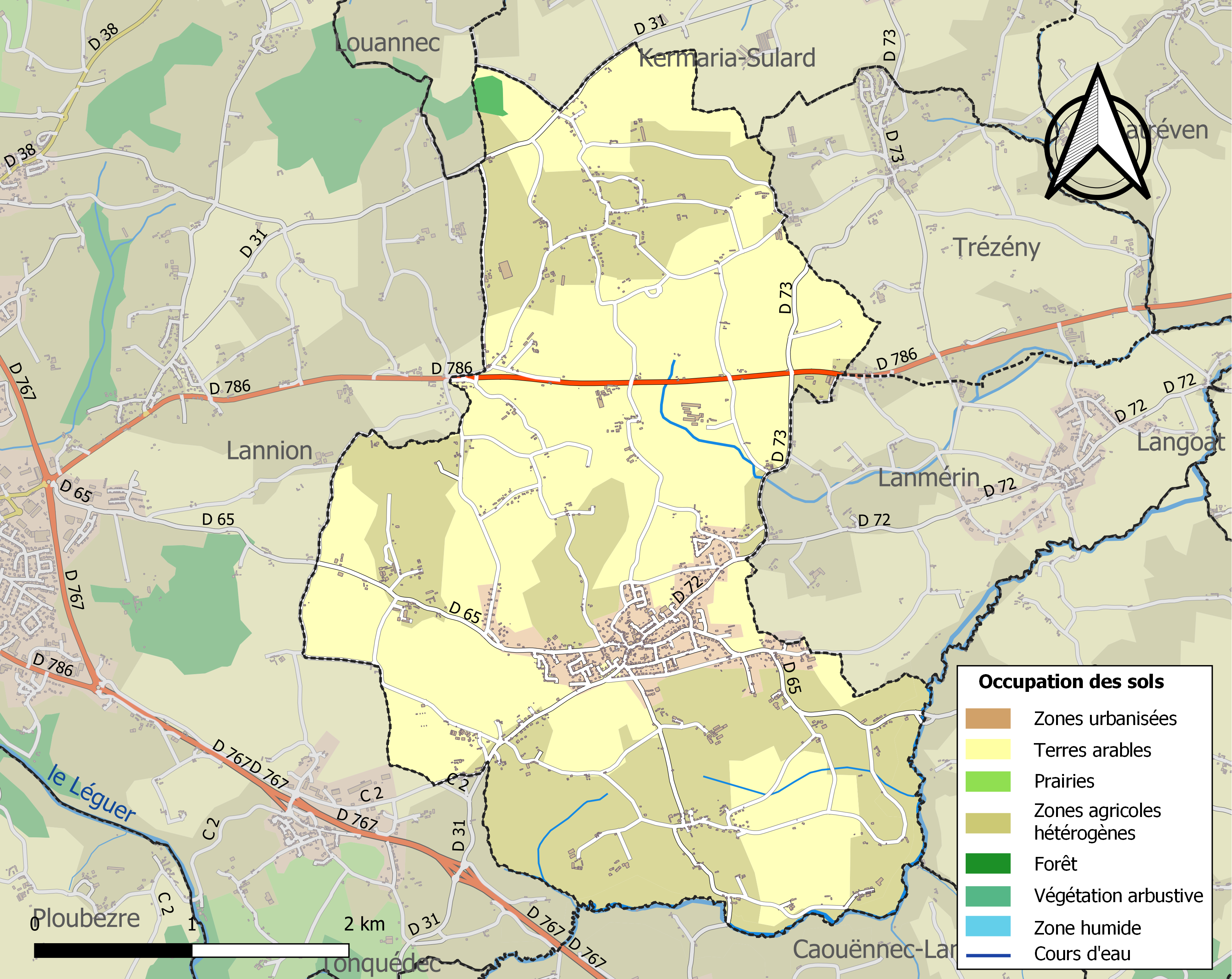
Carte des infrastructures et de l'occupation des sols de la commune en 2018 (CLC).

## Toponymie
Le nom de la localité est attesté sous les formes Rosbeith en 909, Rospez fin du XIVe siècle, en 1437 et en 1486.
Rospez (Rosbeith) est formé à partir de l'ancien breton ros (tertre ou colline), et d'un second élément bez, forme lénifiée de *ped, du latin pedes, « qui va à pied ».

## Histoire

### Ancien régime
La seigneurie de Kerhuelin est tenue par la famille Estemple.

### LeXXesiècle

#### La Première Guerre mondiale
Le monument aux morts porte les noms de 49 soldats morts pour la Patrie pendant la Première Guerre mondiale.
Le recteur de Rospez, qui avait déjà pendant la guerre manifesté des sentiments germanophiles, n'acceptait de faire sonner les cloches de l'église paroissiale que pendant dix minutes le jour de l'armistice ; des habitants mécontents pénétrèrent de force dans l'église et remirent les cloches en branle à la grande fureur du recteur qui confisqua les cordes de deux cloches et ferma son église à clef. Mais des hommes par vinrent au clocher par une échelle et le carillon sonna jusqu'au soir. Le maire écrivit une lettre au sous-préfet de Lannion pour lui faire connaître « la conduite déplorable de notre desservant.

#### La Seconde Guerre mondiale
Le monument aux morts de Rospez porte les noms de 7 soldats morts pour la France durant la Seconde Guerre mondiale.

## Politique et administration
| Période                                  | Période  | Identité            | Étiquette    | Qualité          |
| ---------------------------------------- | -------- | ------------------- | ------------ | ---------------- |
| 1809                                     | 1813     | Yves Daniel         |              |                  |
|                                          | 1827     | Pierre Daniel       |              |                  |
|                                          | 1908     | Jean-Marie Perrot   |              |                  |
|                                          | 1918     | Louis Queffeulou    |              |                  |
|                                          |          |                     |              |                  |
| 1955                                     | 1977     | Louis Bodiou        | SFIO puis PS | Cultivateur      |
|                                          |          |                     |              |                  |
| 1998                                     | 2004     | Jean-Claude Lagadec | PS           |                  |
| 2004                                     | 2008     | Martine Le Diuzet   |              |                  |
| Mars 2008                                | En cours | Jacques Robin       | PS           | Agent de secteur |
| Les données manquantes sont à compléter. |          |                     |              |                  |

## Démographie
L'évolution du nombre d'habitants est connue à travers les recensements de la population effectués dans la commune depuis 1793. Pour les communes de moins de 10 000 habitants, une enquête de recensement portant sur toute la population est réalisée tous les cinq ans, les populations de référence des années intermédiaires étant quant à elles estimées par interpolation ou extrapolation. Pour la commune, le premier recensement exhaustif entrant dans le cadre du nouveau dispositif a été réalisé en 2007.

En 2022, la commune comptait 1 790 habitants, en évolution de +1,94 % par rapport à 2016 (Côtes-d'Armor : +1,78 %, France hors Mayotte : +2,11 %).
| 1793  | 1800  | 1806  | 1821  | 1831  | 1836  | 1841  | 1846  | 1851  |
| ----- | ----- | ----- | ----- | ----- | ----- | ----- | ----- | ----- |
| 1 160 | 1 026 | 1 023 | 1 202 | 1 425 | 1 427 | 1 456 | 1 476 | 1 507 |

| 1856  | 1861  | 1866  | 1872  | 1876  | 1881  | 1886  | 1891  | 1896  |
| ----- | ----- | ----- | ----- | ----- | ----- | ----- | ----- | ----- |
| 1 616 | 1 838 | 1 552 | 1 503 | 1 462 | 1 465 | 1 504 | 1 306 | 1 112 |

| 1901  | 1906  | 1911  | 1921 | 1926 | 1931 | 1936 | 1946 | 1954 |
| ----- | ----- | ----- | ---- | ---- | ---- | ---- | ---- | ---- |
| 1 109 | 1 234 | 1 158 | 956  | 988  | 935  | 901  | 797  | 754  |

| 1962 | 1968 | 1975  | 1982  | 1990  | 1999  | 2006  | 2007  | 2012  |
| ---- | ---- | ----- | ----- | ----- | ----- | ----- | ----- | ----- |
| 737  | 758  | 1 163 | 1 630 | 1 622 | 1 525 | 1 663 | 1 681 | 1 734 |

| 2017  | 2022  | - | - | - | - | - | - | - |
| ----- | ----- | - | - | - | - | - | - | - |
| 1 758 | 1 790 | - | - | - | - | - | - | - |

## Économie
- Restaurant gastronomique La Ville Blanche
- Bar/Épicerie les Salines
- Restaurant Le Relais De La Place
- Bréat Automobiles
- Coiffeur
- Pharmacie

## Langue bretonne
À la rentrée 2017, 50 élèves étaient scolarisés dans la filière bilingue catholique (soit 17,6% des enfants de la commune inscrits dans le primaire).

## Lieux et monuments
- Église Saint-Pierre-et-Saint-Paul.
- Manoir de Squivit (XVIe siècle). On peut y voir une tourelle en surplomb en granite rose[26].
- Lavoir.